# دوري المؤسسات - بغداد 1962–63
دوري الاتحاد العراقي للدرجة الأولى 1962–63 هو الموسم الخامس عشر من دوري المؤسسات في بغداد. امتدت البطولة لفترة سبعة أشهر حيث انطلقت مبارياتها يوم 8 نوفمبر 1962 واختتمت في يونيو 1963. تمكن منتخب الشرطة من احتلال المركز الأول في البطولة، تلته فرق الفرقة الثالثة والسكك الحديد، ولم يهبط أي فريق بانتهاء هذا الموسم.
تم لعب كأس الإيثار في نهاية الموسم بين الفائز والوصيف في الدوري، حيث تغلبت الفرقة الثالثة على منتخب الشرطة بنتيجة 1-0.

## جدول الدوري في 10 أبريل 1963
هذا هو أحدث جدول الدوري نشرته صحيفة «عراق تايمز» في 10 أبريل 1963 وهو ليس جدول الدوري النهائي. نتيجة واحدة فقط معروفة بعد هذا التاريخ، وهي فوز السكك الحديد على القوة الجوية بنتيجة 1–0 في 11 يونيو 1963. ونتائج المباريات الخمس المتبقية الأخرى غير معروفة.
فاز منتخب الشرطة بلقب الدوري بينما احتل الفرقة الثالثة المركز الثاني وجاء السكك الحديد في المركز الثالث.
| م | الفريق           | لعب | ف | ت | خ | أ.له | أ.ع | أ.Av  | نقاط | التأهل        |
| - | ---------------- | --- | - | - | - | ---- | --- | ----- | ---- | ------------- |
| 1 | الفرقة الثالثة   | 5   | 3 | 2 | 0 | 8    | 2   | 4٫000 | 8    | الوصيف        |
| 2 | منتخب الشرطة     | 4   | 3 | 1 | 0 | 5    | 0   | —     | 7    | البطل         |
| 3 | القوة الجوية     | 4   | 2 | 1 | 1 | 14   | 4   | 3٫500 | 5    |               |
| 4 | الفرقة الرابعة   | 5   | 1 | 1 | 3 | 7    | 15  | 0٫467 | 3    |               |
| 5 | الكلية العسكرية  | 5   | 1 | 1 | 3 | 7    | 21  | 0٫333 | 3    |               |
| 6 | السكك الحديد     | 3   | 1 | 0 | 2 | 6    | 5   | 1٫200 | 2    | المركز الثالث |
| 7 | مصلحة نقل الركاب | 4   | 1 | 0 | 3 | 3    | 3   | 1٫000 | 2    |               |

ملاحظة: وقبل انطلاق البطولة انسحب أمانة العاصمة بعد استقالة عدد من أعضاء إدارة الفريق وهبط الفريق إلى الدرجة الثانية.

## النتائج المعروفة
| المضيف \ الضيف   | الفرقة الرابعة | الفرقة الثالثة | الكلية العسكرية | القوة الجوية | السكك الحديد | مصلحة نقل الركاب | منتخب الشرطة |
| ---------------- | -------------- | -------------- | --------------- | ------------ | ------------ | ---------------- | ------------ |
| الفرقة الرابعة   | —              | 1–2            | —               | 1–4          | —            | 1–0              | —            |
| الفرقة الثالثة   | —              | —              | 4–0             | —            |              | —                | 0–0          |
| الكلية العسكرية  | 4–4            | —              | —               | 1–9          | —            |                  | —            |
| القوة الجوية     | —              | 1–1            | —               | —            | 0–1          | —                | 0–1          |
| السكك الحديد     | 5–0            | —              | 1–2             | —            | —            | 0–3              | —            |
| مصلحة نقل الركاب | —              | 0–1            | —               |              | —            | —                | 0–1          |
| منتخب الشرطة     |                | —              | 3–0             | —            |              | —                | —            |